# رنشا (پنسیلوانیا)
رنشا (به انگلیسی: Ranshaw) یک منطقهٔ مسکونی در ایالات متحده آمریکا است که در شهرستان نورث‌آمبرلند، پنسیلوانیا واقع شده‌است. رنشا ۵۱۰ نفر جمعیت دارد و ۲۶۰٫۰ متر بالاتر از سطح دریا واقع شده‌است.